# Hryhorij Levyckyj
Hryhorij Levyckyj, ukrajinskou cyrilicí Григорій Левицький, polsky Grzegorz Lewicki (?1800 – 23. září 1873) byl rakouský řeckokatolický duchovní a politik rusínské (ukrajinské) národnosti z Haliče, během revolučního roku 1848 poslanec Říšského sněmu.

## Biografie
Na kněze byl vysvěcen roku 1824. V roce 1832 se uvádí jako duchovní v obci Prysivci. Roku 1849 se uvádí jako Gregor Lewicki, řeckokatolický farář a děkan v Zoločivě. I v roce 1858 je evidován coby duchovní v Zoločivě.
Během revolučního roku 1848 se zapojil do veřejného dění. Ve volbách roku 1848 byl zvolen i na ústavodárný Říšský sněm. Zastupoval volební obvod Zoločiv. Tehdy se uváděl coby farář. Náležel ke sněmovní pravici.
Ještě v roce 1866 se zmiňuje jako oficiální řeckokatolický duchovní při krajském soudu v Zoločivě.